# Flers-en-Escrebieux
Flers-en-Escrebieux är en kommun i departementet Nord i regionen Hauts-de-France i norra Frankrike. Kommunen ligger i kantonen Douai-Nord-Est som tillhör arrondissementet Douai. År 2022 hade Flers-en-Escrebieux 5 533 invånare.

## Befolkningsutveckling
Antalet invånare i kommunen Flers-en-Escrebieux
| Referens: INSEE |